# Home Nations Championship 1891
Home Nations Championship 1891 – dziewiąta edycja Home Nations Championship, mistrzostw Wysp Brytyjskich w rugby union, rozegrana pomiędzy 3 stycznia a 7 marca 1891 roku. W turnieju zwyciężyła Szkocja, która pokonała wszystkich rywali i tym samym zdobyła Triple Crown.
Zgodnie z ówczesnymi zasadami punktowania przyłożenie było warte jeden punkt, podwyższenie i karny dwa, natomiast dropgol trzy punkty.

## Mecze
| 3 stycznia 1891 | Walia                         | 3:7(0:4) | Anglia                                                | Rodney Park, Newport Widzów: 9000 Sędzia: R.D. Raine |
| 3 stycznia 1891 | Pearson 1 (P) Bancroft 2 (pd) | 3:7(0:4) | Budworth 1 (P) Christopherson 2 (2P) Alderson 4 (2pd) | Rodney Park, Newport Widzów: 9000 Sędzia: R.D. Raine |

| 7 lutego 1891 | Szkocja | 15:0(4:0) | Walia | Raeburn Place, Edynburg Sędzia: H.L. Ashmore |
| 7 lutego 1891 | Boswell 1 (P) Clauss 2 (2P) Goodhue 1 (P) Leggatt 1 (P) C. Orr 1 (P) J. Orr 1 (P) McEwan 2 (pd) Neilson 3 (dg) Stevenson 3 (dg) | 15:0(4:0) |       | Raeburn Place, Edynburg Sędzia: H.L. Ashmore |

| 7 lutego 1891 | Irlandia                                          | 0:9(0:2) | Anglia | Lansdowne Road, Dublin Sędzia: W.M. Douglas |
| 7 lutego 1891 | Lockwood 6 (2P, 2dg) Toothill 1 (P) Wilson 2 (2P) | 0:9(0:2) |        | Lansdowne Road, Dublin Sędzia: W.M. Douglas |

| 21 lutego 1891 | Irlandia                                                                      | 0:14(0:7) | Szkocja | Ballynafeigh, Belfast Sędzia: George Rowland Hill |
| 21 lutego 1891 | Clauss 1 (P) MacGregor 1 (P) Wotherspoon 3 (3P) Boswell 6 (3pd) McEwan 3 (dg) | 0:14(0:7) |         | Ballynafeigh, Belfast Sędzia: George Rowland Hill |

| 7 marca 1891 | Anglia                         | 3:9(0:3) | Szkocja                                                 | Athletic Ground, Richmond Widzów: 15 000 Sędzia: Joseph Chambers |
| 7 marca 1891 | Lockwood 1 (P) Alderson 2 (pd) | 3:9(0:3) | Neilson 1 (P) Orr 1 (P) MacGregor 4 (2pd) Clauss 3 (dg) | Athletic Ground, Richmond Widzów: 15 000 Sędzia: Joseph Chambers |

| 7 marca 1891 | Walia                            | 6:4(6:1) | Irlandia                    | Stradey Park, Llanelli Widzów: 10 000 Sędzia: A. Rowsell |
| 7 marca 1891 | Samuel 1 (P) Bancroft 5 (pd, dg) | 6:4(6:1) | Lee 1 (P) Walkington 3 (dg) | Stradey Park, Llanelli Widzów: 10 000 Sędzia: A. Rowsell |

## Inne nagrody
- Triple Crown –  Szkocja (po pokonaniu wszystkich rywali)
- Calcutta Cup –  Szkocja (po zwycięstwie nad Anglią)
- Drewniana łyżka –  Irlandia (za zajęcie ostatniego miejsca w turnieju)